# اندیس گمرکان
گمرکان یک اندیس غیرفلزی است که در حوالی شهر هشتگرد استان تهران قرار دارد و مادهٔ معدنی موجود در آن، فلدسپات است. و دیرینگی آن به دوران سن  می‌رسد. در این اندیس، پاراژنز‌های کوارتز ، فلدسپات یافت می‌شوند.